# L'Attrait du cirque
Pour plus de détails, voir Fiche technique et Distribution.
L'Attrait du cirque (The Sawdust Ring) est un film américain muet réalisé par Charles Miller et Paul Powell, sorti en 1917.

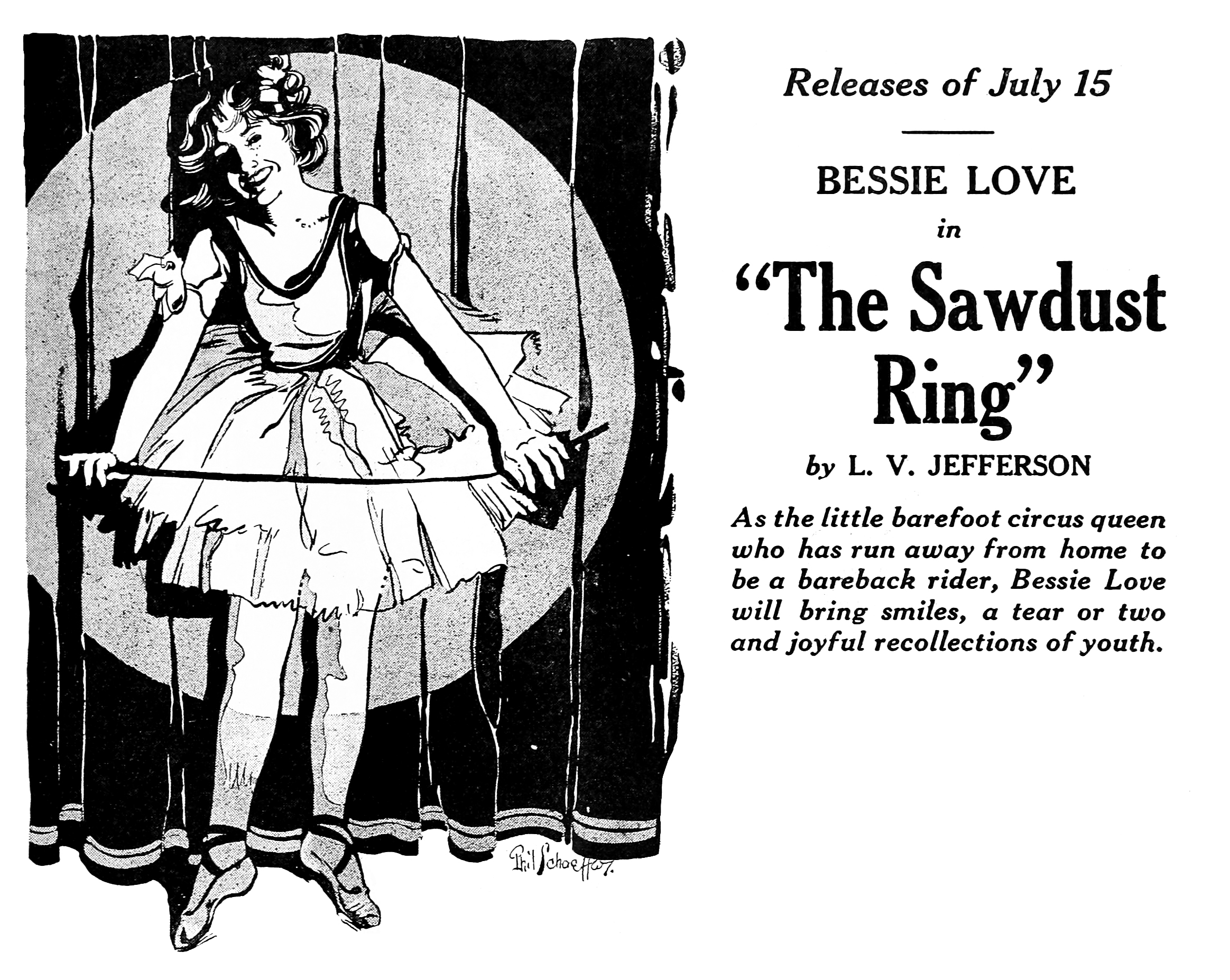
Bessie Love, publicité dans Motion Picture News (1917).

## Synopsis
Janet part à la recherche de son père, meneur du cirque, que sa mère a quitté, le croyant infidèle. En chemin, Janet et son ami Peter rejoignent le cirque du colonel Simmonds, elle en tant que cavalière et lui comme clown, mais Janet est intriguée par l'attitude de Simmonds.

## Fiche technique
- Titre original : The Sawdust Ring
- Titre français : L'Attrait du cirque
- Réalisation : Charles Miller, Paul Powell
- Scénario : L.V. Jefferson
- Photographie : Henry Bredeson
- Sociétés de production : Kay-Bee Pictures, New York Motion Picture
- Pays de production :  États-Unis
- Format : noir et blanc — 35 mm — 1,33:1 — Film muet
- Genre : drame
- Durée : 50 minutes
- Dates de sortie : 
  - États-Unis : 15 juillet 1917
  - France : 31 mars 1922

## Distribution
- Bessie Love : Janet Magie
- Harold Goodwin : Peter Weldon
- Jack Richardson : Colonel Simmonds
- Josephine Headley : Mrs. Magie
- Daisy Dean : Paquita
- Alfred Hollingsworth : Steve Weldon